# Trillium cuneatum
Trillium cuneatum е вид цъфтящо многогодишно растение от семейство Melanthiaceae. Видът е незастрашен от изчезване.

## Разпространение
Видът е разпространен в югоизточната част на Съединените щати, но се срещат и няколко разпръснати популации в средната част на страната. Среща се във варовити и по-малко варовити местности на височина от 50 до 400 m.

## Описание
Trillium cuneatum има три широки, оцветени листа и кафяви, бронзови, зелени или жълти изправени венчелистчета.
Цъфти от началото на март до средата на април.